# Callinectes amnicola
Callinectes amnicola is een krabbensoort uit de familie van de Portunidae. De wetenschappelijke naam van de soort is voor het eerst geldig gepubliceerd in 1883 door Rochebrune.